# Фра Моријале
Фра Моријале (итал. Fra Moriale, погубљен 29. августа 1354) био је један од значајнијих италијанских кондотијера у 14. веку.

## Живот и рад
Пореклом из Провансе, ратовао је у служби угарског краља Лудовика I против Напуља, затим ступио у службу цркве (Папске државе) која га је учинила капетаном (лат. capitaneus), али га није уредно плаћала, па је прешао на страну њених непријатеља. Образовао је тзв. Велику компанију која је на крају имала 6.000 коњаника. Трибун Кола ди Ријенцо (итал. Cola di Rienzo) ухапсио га је у Риму и погубио као пљачкаша.